# Сім'янович Ярослав
Ярослав Сім'янович (26 квітня 1882, Бобулинці — 14 січня 1943, Березка поблизу Ліська) — український галицький культурно-освітній діяч.

## Життєпис
Ярослав Сім'янович народився 26 квітня 1882 року в с. Бобулинці Бучацького повіту.
Закінчив нижчу гімназію в Бучачі та Львівську акдемічну гімназії. Будучи учнем, організував хор, з яким їздив із виступами по Галичині.
Воював у лавах Легіону Українських Січових Стрільців. Після війни організував хор у Празі. Один зі співучасників заснування Українського (Руського) театру при товаристві «Просвіта Підкарпатської Русі» в Ужгороді (під керівництвом Олександра Загарова, потім Миколи Садовського). Працівник «Центросоюзу» в 1927—1939 роках.
У 1942 році через погіршення здоров'я повернувся до шваґра в Березку поблизу Ліська, де помер.